# بول واتزلاويك
بول واتزلاويك (25 يوليو 1921 - 31 مارس 2007) كان معالجًا أسريًا، وعالم نفس، ومُنظّرًا في التواصل، وفيلسوفًا نمساويًا أمريكيًا. كان مُنظّرًا في نظرية التواصل والبنائية الجذرية، وله إسهامات في مجال العلاج الأسري والعلاج النفسي العام. كان واتزلاويك يؤمن بأن الناس يخلقون معاناتهم بأنفسهم في محاولة إصلاح مشاكلهم العاطفية. كان من أبرز الشخصيات المؤثرة في معهد أبحاث الصحة العقلية، وعاش وعمل في بالو ألتو، كاليفورنيا.